# Donax (molusco)
Donax es un género de almejas de mar comestibles, conocidas como coquinas, tellinas , tellerinas o chipi chipis.

## Ecología
Habitan en la zona intermareal y del barrido del oleaje de las playas arenosas, en las costas tropicales y templadas de todo el mundo. Se encuentran alineadas verticalmente en la arena de playas expuestas, a veces en altas concentraciones. Cuando las olas llevan las almejas fuera de la arena, cavan de nuevo muy rápidamente en otro sitio. Son filtradoras. Algunas especies, como Donax variabilis, migran vertical y horizontalmente con los cambios de las mareas.
Estas almejas puede utilizar la acción de las olas para moverse hacia arriba y hacia abajo de la playa, rápidamente enterrándose en una nueva ubicación antes de que puedan ser arrastradas, en la llamada "danza de la coquina".

## Especies

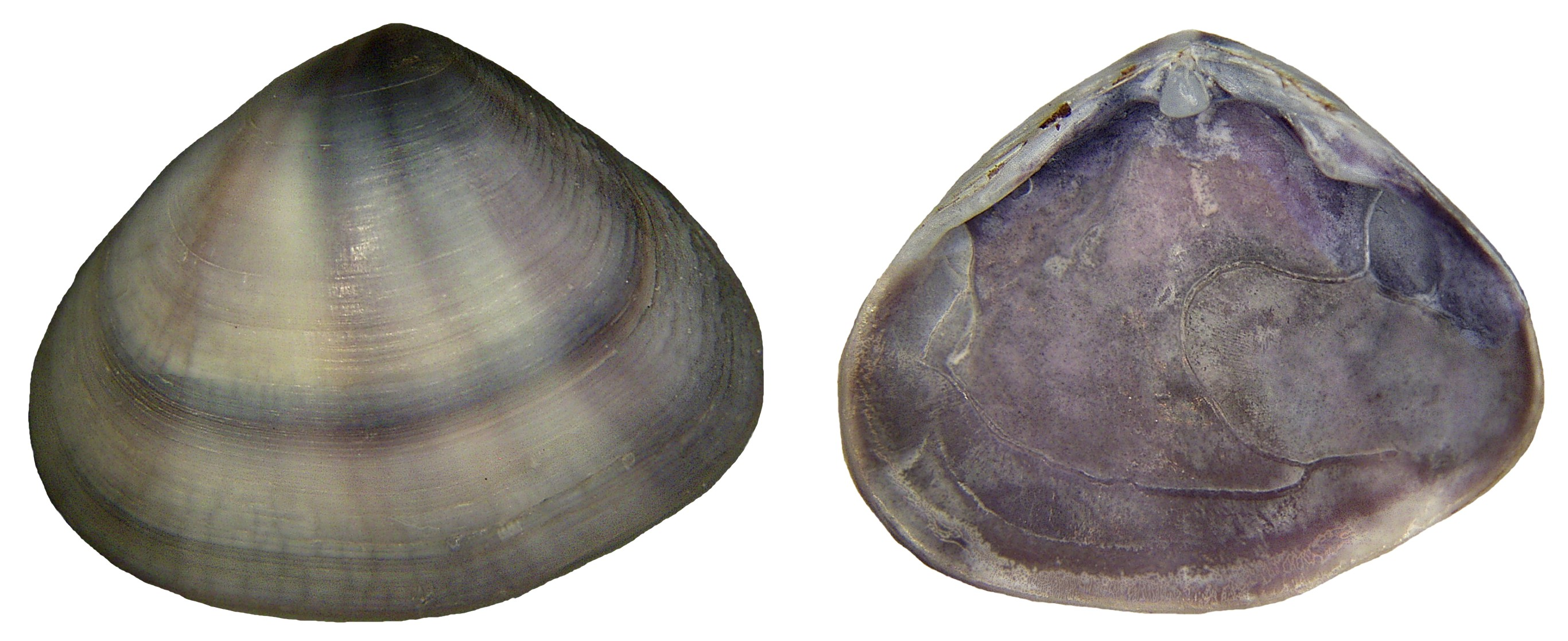
Concha de Donax cuneatus

El género Donax está conformado por al menos 86 especies, entre las cuales se encuentran las siguientes:
- Donax acutangulus
- Donax asper
- Donax bruneirufi
- Donax californicus coquina amarilla
- Donax carinatus coquina del Caribe
- Donax cuneatus
- Donax denticulatus chirla del Caribe, coquina o chipi chipi
- Donax dentifer coquina alineja
- Donax faba
- Donax gouldii coquina radiada o almeja fríjol
- Donax gracilis coquina menuda.
- Donax hanleyanus coquina berberecho
- Donax madagascariensis
- Donax oweni
- Donax pallidus
- Donax peruvianus coquina palabrita
- Donax punctatostriatus
- Donax rugosus
- Donax serra concha triangular africana
- Donax striatus chipi chipi o coquina rayada
- Donax trunculus coquina o tellina
- Donax variabilis coquina mariposa o concha mariposa
- Donax variegatus
- Donax venustusus
- Donax vittatus chirla o xarleta